# Кхалилабад
Кхалилабад (англ. Khalilabad, хинди खलीलाबाद) — город на севере Индии, в штате Уттар-Прадеш, административный центр округа Санткабирнагар.

## География
Город находится на северо-востоке центральной части Уттар-Прадеша, к западу от реки Ами-Нади (приток реки Рапти), на высоте 68 метров над уровнем моря.
Кхалилабад расположен на расстоянии приблизительно 200 километров к востоку от Лакхнау, административного центра штата и на расстоянии 600 километров к востоку-юго-востоку (ESE) от Нью-Дели, столицы страны.

## Демография
По данным официальной переписи 2001 года численность населения города составляла 39 814 человек, из которых мужчины составляли 52,9 %, женщины — соответственно 47,1 %. Уровень грамотности взрослого населения составлял 65,3 %. Уровень грамотности среди мужчин составлял 72,7 %, среди женщин — 57,1 %. 15,9 % населения составляли дети до 6 лет.

## Транспорт
Сообщение Кхалилабада с другими городами Индии осуществляется посредством железнодорожного (Горакхдхам Экспресс) и автомобильного транспорта. Ближайший аэропорт расположен в городе Горакхпур.